# Operation Blue Sky
Operation Blue Sky (Blue Sky) ist ein US-amerikanisches Filmdrama von Tony Richardson aus dem Jahr 1994.

## Handlung
Major Hank Marshall ist als Wissenschaftler für die US-Army tätig und überwacht die Radioaktivität bei Nukleartests. In seinen Berichten an die Behörde weist er immer wieder auf die Gefahren und Folgen atmosphärischer Tests hin. Auch deshalb wird er Anfang der 1960er Jahre mit seiner Familie von Hawaii nach Alabama versetzt.
Hanks schöne, temperamentvolle Frau Carly nimmt den Wechsel in die neue Umgebung nicht gut auf. Durch die Mitarbeit in der Frauengruppe des Forts findet sie sich im Gemeinwesen dann doch zurecht. Ihre Tochter Alexandra und Glenn, der Sohn des Fortkommandanten Colonel Vincent Johnson, kommen sich derweil näher. Auf einer Party flirtet Carly unter den Augen Hanks mit Colonel Vincent Johnson, woraufhin dieser ihn zur Beobachtung eines Tests nach Nevada schickt. Während Hanks Abwesenheit hat Johnson Sex mit Carly. Alexandra beobachtet diesen Vorfall und zwingt ihre Mutter, Hank die Beziehung zu gestehen.
Zwei Cowboys erhalten während des Tests eine gefährliche ionisierende Strahlendosis, was Hank trotz Intervention nicht verhindern kann. Er will die Öffentlichkeit über den Vorfall unterrichten, woraufhin Johnson ihn nach einer handgreiflichen Auseinandersetzung mit Carlys Zustimmung in eine psychiatrische Anstalt einweist, wo er massiv sediert wird. Carly und die Kinder besuchen ihn zwei Wochen später in der Klinik und sind bestürzt wegen seines Zustands. Carly will an die Öffentlichkeit gehen, um die Entlassung ihres Mannes aus der Anstalt zu bewirken. Zuhause findet sie den Bericht, den ihr Mann über den Zwischenfall vorbereitet hat. Sie sucht die Cowboys auf ihrer Ranch auf, welche noch an den Folgen der Strahlung leiden. Diese verweigern ihre Unterstützung, da sie der Regierung glauben würden, dass die Strahlung ungefährlich sei. Carly stiehlt ein Pferd und reitet in einem Anflug von Verrücktheit in das Gebiet des nächsten geplanten Atomtests, der in letzter Sekunde abgebrochen wird. Sie wird vor Reportern und laufenden Kameras von Soldaten abgeführt. Weil Carly beim Verhör unnachgiebig bleibt, muss ein General die Entlassung von Hank aus der Unterbringung befehlen. Johnson wird seines Postens enthoben.
Marshall quittiert den Dienst und möchte an einer Universität in Kalifornien als Professor unterrichten, wohin seine Familie zum Filmende fährt.

## Kritiken
James Berardinelli schrieb auf ReelViews, der Film sei ein „konfuses Melodrama“ („muddled melodrama“). Besonders schwerwiegend wirke, dass das Drehbuch „gestört“ sei und zu keinem Zeitpunkt einen klaren Sinn erkennen lasse. Jessica Lange übertreibe mit ihrer Darstellung, das Spiel von Tommy Lee Jones sei „überraschend fade“, Powers Boothe wirke „leblos“.
Das Lexikon des internationalen Films schrieb, der Film sei ein „knallbuntes Melodram im Stile der 60er Jahre“ und thematisiere „das Drama fehlgeleiteter Gefühle“. „Überflüssige Spannungselemente“ sowie „das teilweise hemmungslos übertriebene Spiel der Hauptdarstellerin“ würden das ernsthafte Filmkonzept zunichtemachen.
Cinema sprach davon, dass der Film „wunderbar gespielt“ sei, der Time Out Film Guide von einem klugen, schonungslosen Drehbuch („an intelligent, unsparing script“).

## Auszeichnungen
Jessica Lange gewann im Jahr 1995 den Oscar als beste Hauptdarstellerin sowie den Golden Globe Award. Sie erhielt 1994 den Los Angeles Film Critics Association Award und 1996 den Premios Sant Jordi.
Anna Klemp und Amy Locane wurden im Jahr 1995 für den Young Artist Award nominiert.

## Hintergrund
Der Film wurde in Alabama, Texas und Florida gedreht. Die Dreharbeiten erfolgten bereits im Jahre 1990, der Film wurde jedoch aufgrund der Insolvenz des Produktionsunternehmens erst vier Jahre später veröffentlicht.
Der Film spielte in den Kinos der USA ca. 3,36 Millionen US-Dollar ein.